# زبان میانجی جهانی

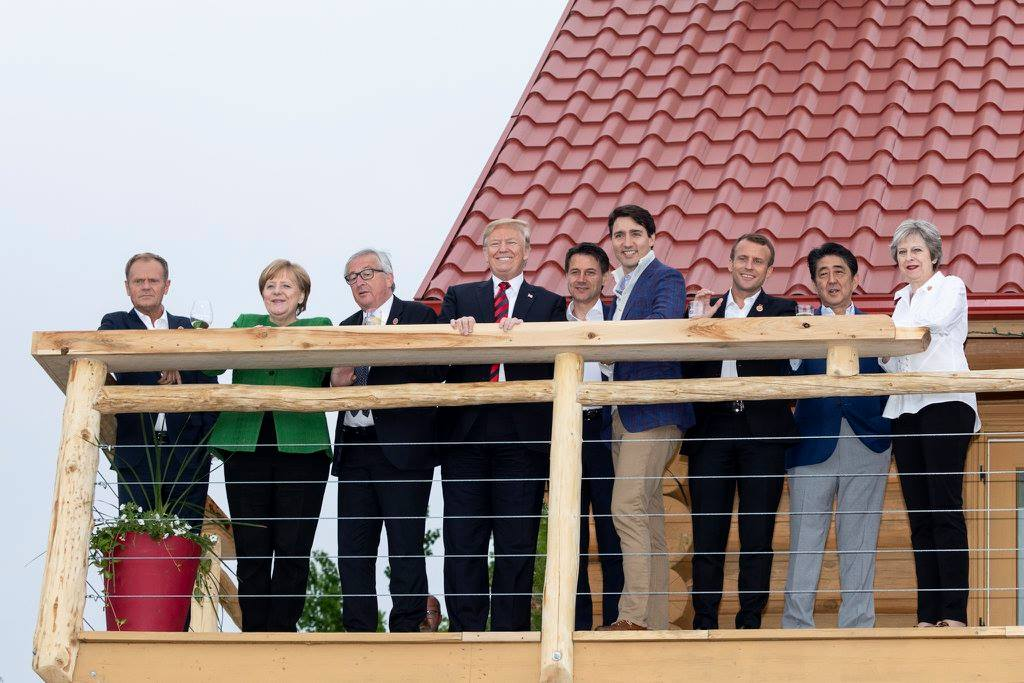
زبان انگلیسی حتی در مکالمات خصوصی گروه ٧ استفاده می‌شود.

زبان میانجی جهانی، زبان کمکی بین‌المللی یا زبان مشترک جهانی زبانی است که برای تماس و ارتباط میان مردمی با ملیت‌ها و زبان‌های گوناگون به‌کار می‌رود. یک زبان میانجی همیشه به‌عنوان زبان دوم و بین‌المللی به‌کار برده می‌شود و قصد جای‌گزینیِ زبان‌های ملی موجود را ندارد.

## تاریخ
تاریخ زبان میانجی جهانی همیشه درطول تاریخ برای هرنوع ارتباط دوستانه یا غیردوستانه بوده است. زبان میانجی جهانی به دو دوره باستان و نوین تقسیم می‌شود:

### در دنیای باستان
در دنیای غیرمدرن و باستانی از زبان فارسی باستان، یونانی باستان، لاتین و عربی می‌توان نام برد که زبان رسمی کشورهای مختلفی بوده‌است؛ از جمله ترکیه، هندوستان، پادشاهی بنگاله و…
در دوران کهن زبان لاتین و عربی جزو زبان‌های مقدس محسوب می‌شدند و دارای منابع گسترده اطلاعاتی درباره ادیان شناخته می‌شدند.

### در دنیای مدرن

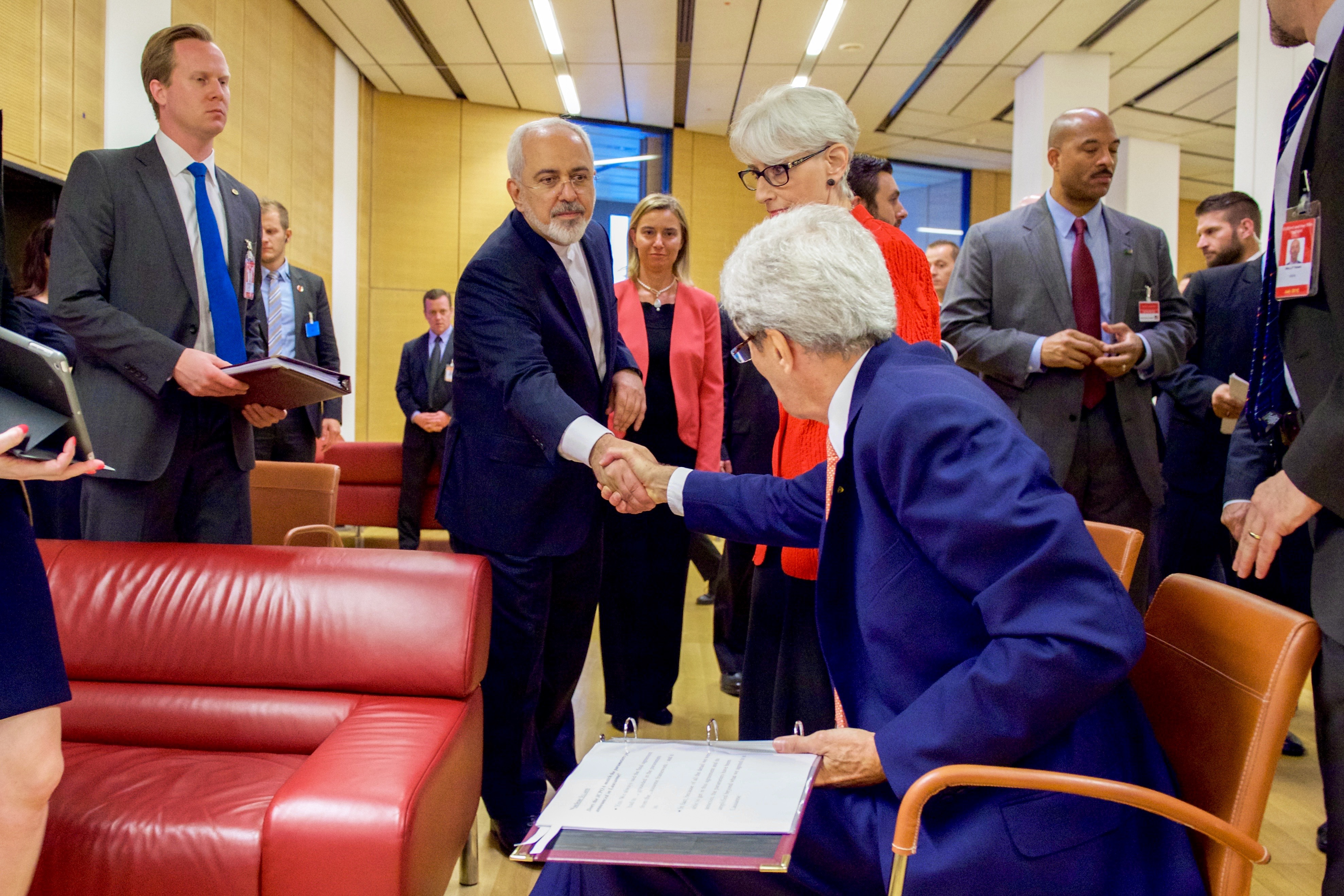
زبان میانجی میان جواد ظریف وزیر امور خارجه جمهوری اسلامی و جان کری سیاست‌مدار آمریکایی در مدت مذاکرات برجام، انگلیسی بوده است.

به زبان‌های انگلیسی، روسی، فرانسوی، اسپانیایی و … هر کدام تا حدودی نقش زبان میانجی (جهانی) را در بخش‌های به‌خصوصی از جهان بازی می‌کنند ولی، زبان‌های فراساختهٔ اسپرانتو، ایدو، اینترلینگوا و … برای نیل به این هدف در مقیاس کل جهان، طراحی و ساخته شده‌اند.

#### اسپرانتو
موفق‌ترین و پرمتکلم‌ترین آن‌ها تاکنون زبان اسپرانتو بوده‌است، که یونسکو نیز تابه‌حال دو قطعنامه در مورد آن تصویب کرده و به تمامی کشورهای عضو خود توصیه کرده‌است تا آموزش زبان اسپرانتو را در مدارس و دانشگاه‌های خود وارد سازند.

#### دیگر زبان‌ها
زبان‌های فارسی، اسپانیایی، فرانسوی،عربی و ماندارین که در گسترهٔ پهناوری به عنوان زبان دوم و کمکی بکار رفته‌اند، گاهی به سطح میانجی جهانی نزدیک شده‌اند.

## در سیاست
در جهان نوین اکثر سیاستمداران تمایل صحبت به پرگویش‌ترین زبان غیربومی هستند. امروزه انگلیسی پرگویش‌ترین زبان غیربومی در جهان است. اکثر سیاستمداران زبان انگلیسی را تا حدودی متوجه می‌شوند. 

## نگارخانه

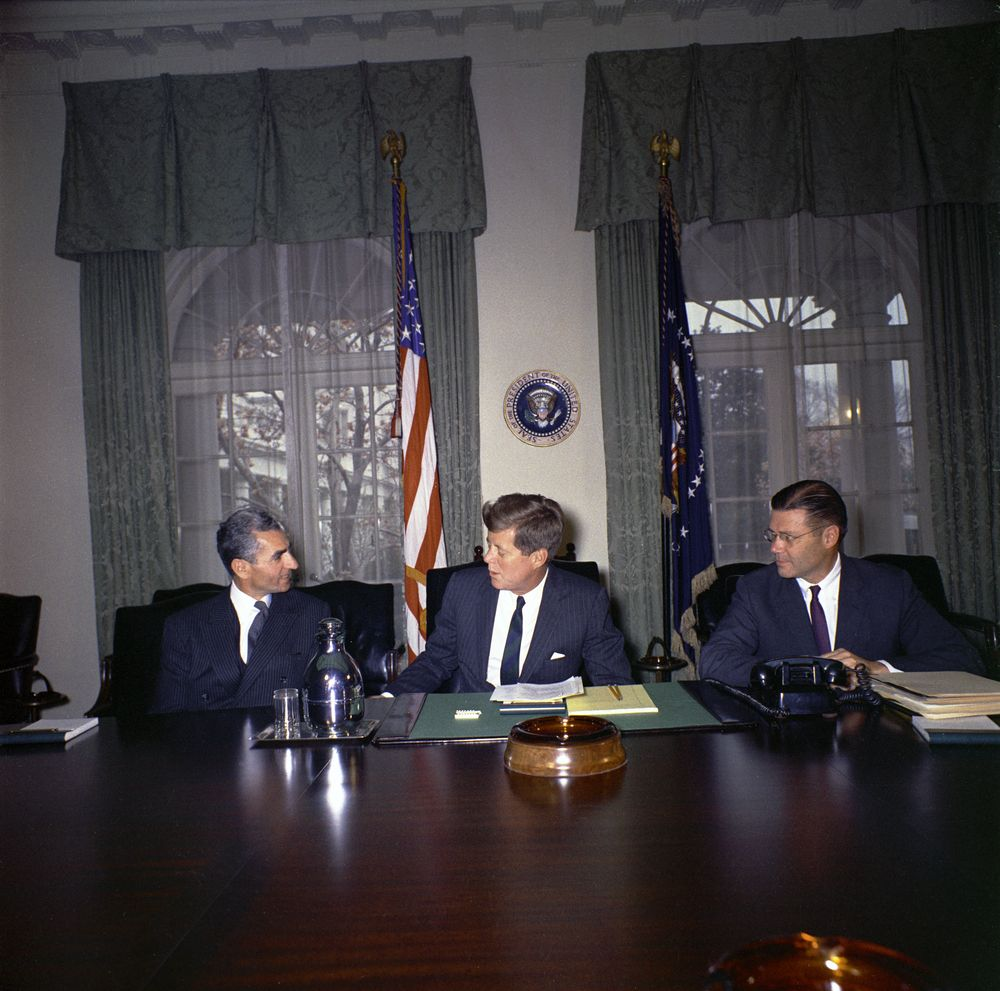
شاه و کندی به انگلیسی صحبت می کردند
مارگارت تاچر و محمدرضا پهلوی در کاخ نیاوران (۱۹۷۸)
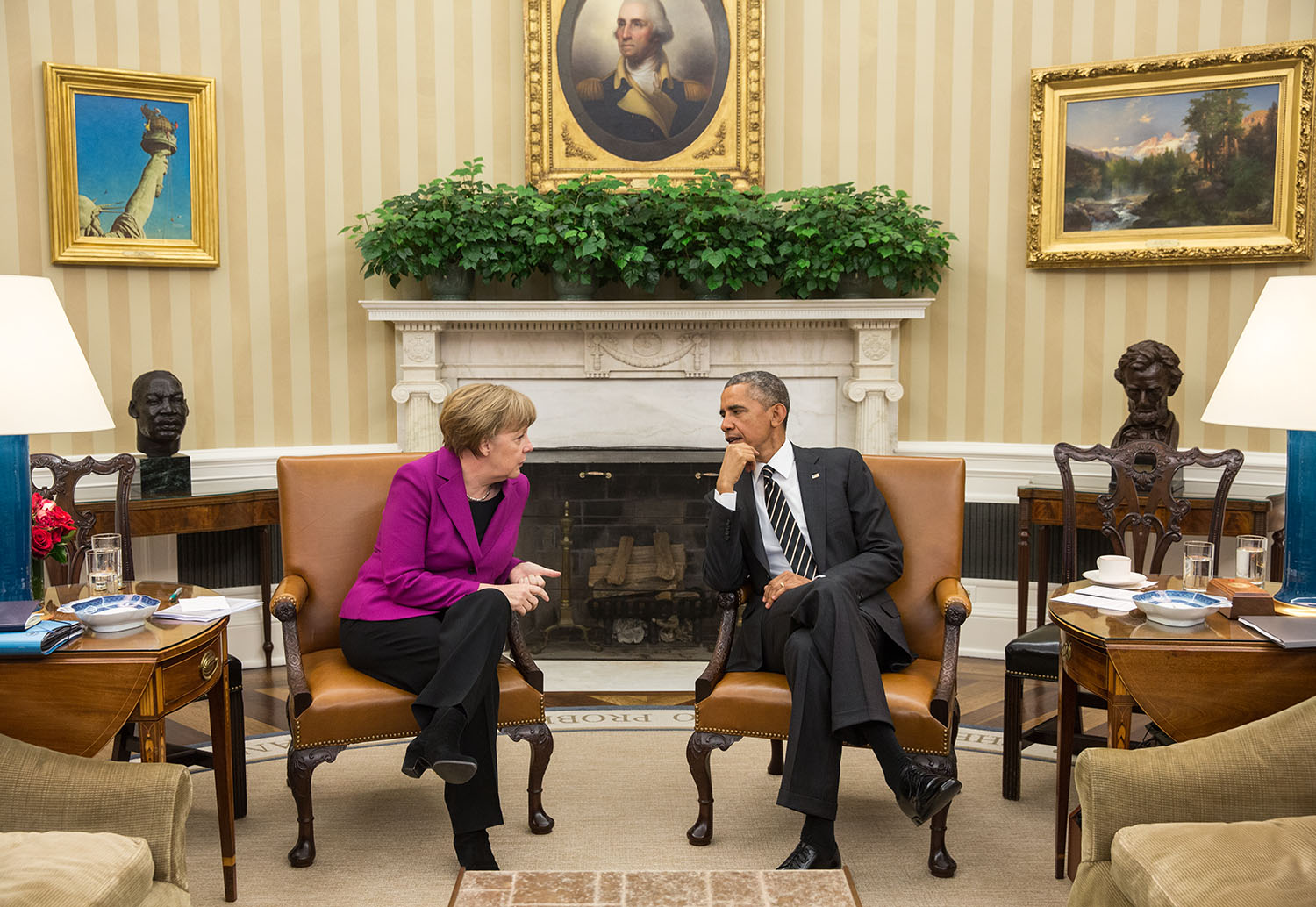
مرکل و اوباما به زبان انگلیسی ارتباط داشتند.
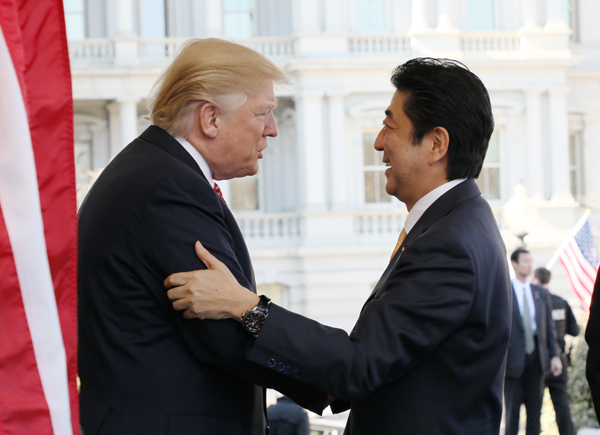
آبه و ترامپ به زبان انگلیسی ارتباط داشتند.
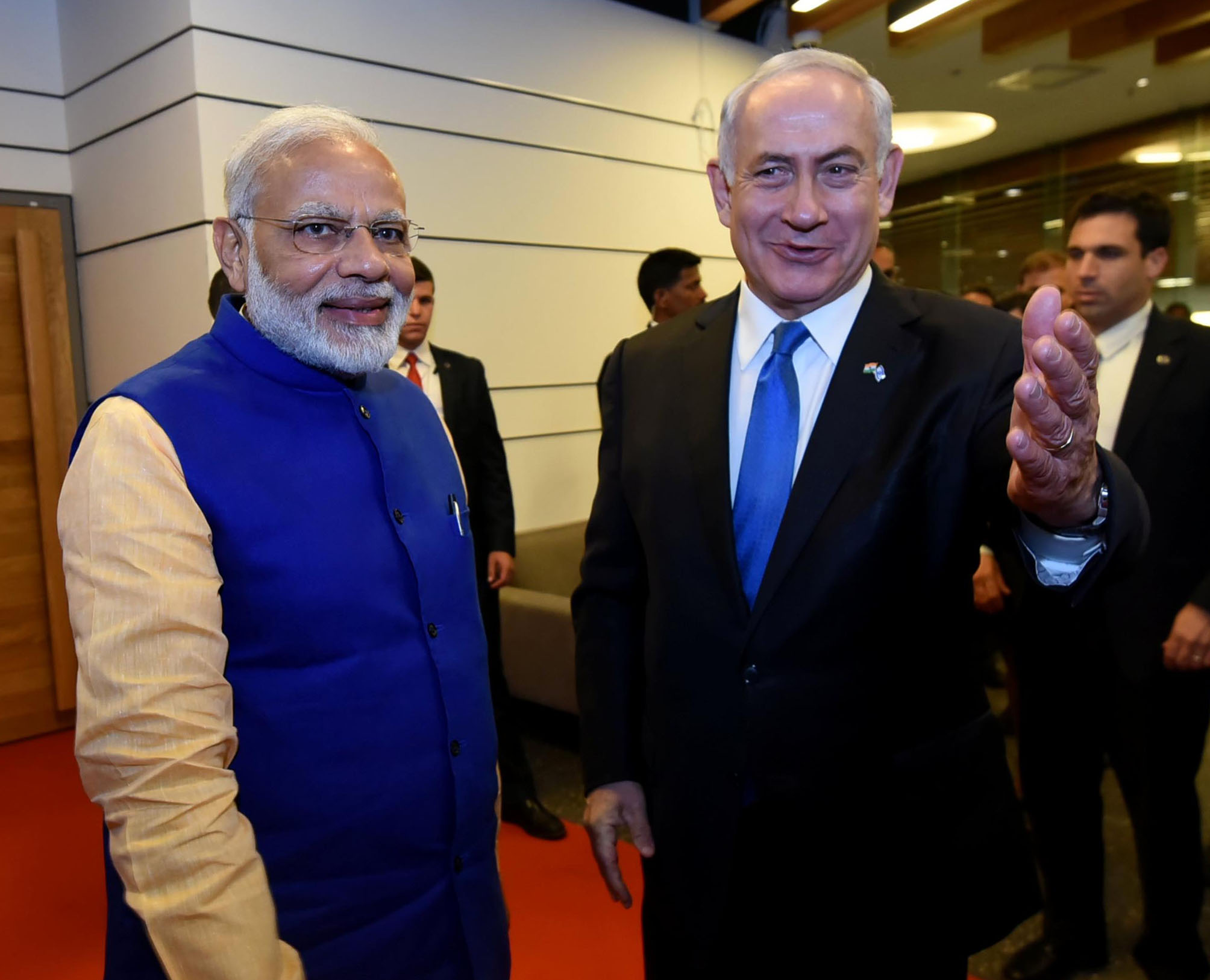
گفتگوهای میان نارندا مودی و نتانیاهو به انگلیسی بود